# Until... (Sting-dal)
Az Until... egy keringő/ballada, amelyet Sting írt és adott elő a 2001-es Oscar-díjra jelölt, Golden Globe-díjas Kate és Leopold című filmben. A dal a Golden Globe-díjat a legjobb eredeti dal kategóriában nyerte el.

## Híres felvételek
- Sting
- A filmdal Kate és Leopold című filmben[1]
- Cécile McLorin Salvant
- Connie Evingson

## Díjak
- 2002: Golden Globe-díj (legjobb filmdal)
- 2002: Oscar-díj-jelölt
- 2002: Filmkritikusok díja (legjobb filmdal)